# Buzási Sándor
Buzási Sándor (szül. Felber, Románd, 1913. november 1. – Budapest, 1982. augusztus 27.) a Demokrata Néppárt országgyűlési képviselője.

## Élete

### Gyermek- és ifjúkora
Felber Nándor és Peidl Rozália német származású gazdálkodók gyermeke. Heten voltak testvérek. Római katolikus vallásban nevelkedett.
Az elemi iskola elvégzése után a Veszprémi Piarista Gimnáziumban érettségizett. Azt követően a Királyi Magyar Pázmány Péter Tudományegyetem Jog- és Államtudományi Karán tanult, ahol 1940-ben államtudományi doktorátust szerzett. A háború után, 1945-től földje államosításáig, 1951-ig szülőfalujában gazdálkodott. 

### Politikai pályája
Egyetemistaként tagja lett a Foederatio Emericana hallgatói szövetségnek és az Egyházközségi Munkásosztályok munkájában is részt vett.
1947-ben belépett a Demokrata Néppártba, majd 1947. augusztus 31-i országgyűlési választáson pártja Veszprém vármegyei listájáról bejutott az Országgyűlésbe. Barankovics István, a párt elnökének emigrálása és a DNP tevékenységének beszüntetése után pártonkívüliként folytatta munkáját a parlamentben.
Mandátumának lejárta után végleg visszavonult a politikai élettől. 1982-ben hunyt el.